# Herman Voerman
Hermanus Leonardus (Herman of kortweg H.L.) Voerman (Den Haag, 28 maart 1862 – Den Haag, 10 oktober 1914) was een Nederlands violist.
Hij was zoon van Geertruida Roksnoer en kleermaker Hermanus Voerman. Hijzelf was getrouwd met Maria Alida 't Hoofd. Zoon Hermanus Johannes Voerman was eveneens musicus.
Hij kreeg zijn muziekopleiding van Louis Buziau in Den Haag, waarbij de nadruk op viool lag. Vervolgens trok hij als solist het gehele land door. Hij was vanaf het begin in 1904 vijf jaar lang eerste violist van het Residentie Orkest. Ook was hij tweede violist van het Haagsche Toonkunststrijkkwartet met Henri Hack, Bart Verhallen (altviool) en Charles van Isterdael (cello).
Voerman bespeelde een Carlo Annibale Tononi-viool, waarover destijds lovend werd gesproken. Naast uitvoerend musicus was hij ook pedagoog.
Herman Voerman overleed in het Bronovo Ziekenhuis en werd begraven op de Algemene Begraafplaats Den Haag.